# Tales of Terror
Tales of Terror is een Amerikaanse horrorfilm uit 1963 onder regie van Roger Corman. De film bestaat uit drie verhalen en is gebaseerd op vier novelles van de Amerikaanse auteur Edgar Allan Poe. Het eerste verhaal is gebaseerd op de novelle Morella (1835). Het tweede verhaal is gebaseerd op de novelles The Black Cat (1843) en The Cask of Amontillado (1846). Het laatste verhaal is gebaseerd op de novelle The Facts in the Case of M. Valdemar (1845).

## Verhaal
De film bestaat uit drie verhalen van de Amerikaanse auteur Edgar Allan Poe. In het eerste segment komen een vader en zijn dochter na twintig jaar weer samen. De vader geeft zijn dochter de schuld voor de dood van haar moeder. In het tweede segment vermoordt een dronkenman zijn vrouw en haar minnaar. Hij metselt ze allebei in achter een muur in zijn kelder. In het laatste segment wordt een man gehypnotiseerd op zijn sterfbed.

## Rolverdeling
| Acteur         | Personage                                    |
| -------------- | -------------------------------------------- |
| Vincent Price  | Locke / Fortunato Luchresi / Ernest Valdemar |
| Maggie Pierce  | Leonora                                      |
| Leona Gage     | Morella                                      |
| Peter Lorre    | Montresor                                    |
| Joyce Jameson  | Annabel                                      |
| Basil Rathbone | Carmichael                                   |
| Debra Paget    | Helene                                       |
| David Frankham | Dr. James                                    |
| Lennie Weinrib | Politieman                                   |
| Wally Campo    | Wilkins                                      |
| Alan DeWitt    | Voorzitter van het wijngenootschap           |
| John Hackett   | Politieman                                   |
| Edmund Cobb    | Voerman                                      |
| Scott Brown    | Bediende                                     |